# Cantonul Foix-Rural
Cantonul Foix-Rural este un canton din arondismentul Foix, departamentul Ariège, regiunea Midi-Pyrénées, Franța.

## Comune
| Comune                  | Populație (1999) | Cod poștal | Cod INSEE |
| ----------------------- | ---------------- | ---------- | --------- |
| Arabaux                 | 54               | 09000      | 09013     |
| Baulou                  | 146              | 09000      | 09044     |
| Bénac                   | 152              | 09000      | 09049     |
| Le Bosc                 | 136              | 09000      | 09063     |
| Brassac                 | 584              | 09000      | 09066     |
| Burret                  | 22               | 09000      | 09068     |
| Celles                  | 134              | 09000      | 09093     |
| Cos                     | 258              | 09000      | 09099     |
| Ferrières-sur-Ariège    | 705              | 09000      | 09121     |
| Freychenet              | 83               | 09300      | 09126     |
| Ganac                   | 653              | 09000      | 09130     |
| L'Herm                  | 177              | 09000      | 09138     |
| Loubières               | 201              | 09000      | 09174     |
| Montgaillard            | 1 320            | 09330      | 09207     |
| Montoulieu              | 305              | 09000      | 09210     |
| Pradières               | 107              | 09000      | 09234     |
| Prayols                 | 305              | 09000      | 09236     |
| Saint-Jean-de-Verges    | 841              | 09000      | 09264     |
| Saint-Martin-de-Caralp  | 288              | 09000      | 09269     |
| Saint-Paul-de-Jarrat    | 1 224            | 09000      | 09272     |
| Saint-Pierre-de-Rivière | 564              | 09000      | 09273     |
| Serres-sur-Arget        | 701              | 09000      | 09293     |
| Soula                   | 159              | 09000      | 09300     |
| Vernajoul               | 574              | 09000      | 09329     |